# Communication
Communication, publicado originalmente en 2003 y reeditado en 2016, es el primer álbum publicado con su nombre real por el músico electrónico alemán Karl Bartos. Temáticamente se trata de un álbum conceptual sobre los medios de comunicación y la influencia de la vida electrónica en la cultura.

## Producción
Tras su etapa en Kraftwerk -entre 1975 y 1990- y su debut junto a Lothar Manteuffel en Elektric Music -en la década de los años 90- Karl Bartos prosiguió su trabajo musical desde el 2000 empleando su propio nombre.

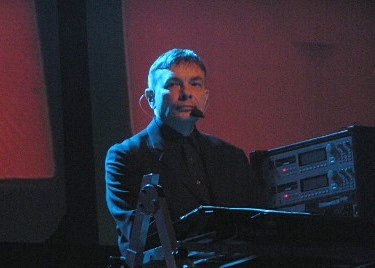
Karl Bartos en un concierto ofrecido en Wiesbaden durante la gira de Communication (marzo de 2005)

Communication, editado en 2003, es un álbum compuesto, interpretado y producido prácticamente en su totalidad por el músico alemán. Incluye algunas canciones presentadas previamente en formato sencillo por Bartos como «15 minutes of fame» (2000) coescrita con Anthony Rother.

"Después de Communication estuve girando durante tres años. Di unos 150 conciertos. Tras la gira, me llamaron de la Universidad de las Artes de Berlín, preguntándome si querría unirme a un curso sobre estudios de sonido, que estuve dirigiendo durante cinco años en los que tuve que estar viviendo entre Berlín y Hamburgo, porque es allí donde vivo, lo cual era agotador, así que me acabé cansando de todo aquello. Me cansé de ser profesor y además echaba de menos la sensación de crear música."
Karl Bartos (2013) 

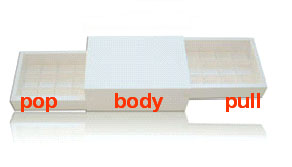
Detalle del formato Burgopack con el que una serie limitada de Communcation se publicó

Algunas ediciones del CD se publicaron con carcasa burgopak un formato físico poco usual: tanto la bandeja del CD como el folleto deben abrirse conjuntamente y emergen deslizándose por los lados opuestos a la carátula frontal. Una edición limitada incorporaba un CD Extra que contenía el videoclip de la canción «I'm the Message» y las instrucciones para descargarse dos remixes realizados por Félix Da Housecat y por el grupo Orbital.
La recepción del álbum fue muy discreta lo que supuso que Bartos se enfocara en labores académicas antes de proseguir con su carrera musical con su segundo álbum en solitario Off the record, publicado en 2013. Finalmente el 25 de marzo de 2016 Communication se reeditó en formato de CD y vinilo incluyendo la remasterización de las canciones y como tema adicional la canción «Camera Obscura».

"Realmente nunca salió porque Sony se desplomó en ese momento, de verdad. Estuvo en el estante todo el tiempo. (...) Estaba un poco cansado de la música pop. Pensé "ya no es interesante". No se por qué, pero no me podía escuchar ahí".
Karl Bartos (2016) 

## Listado de canciones
Todas las canciones compuestas por Karl Bartos, excepto donde indique.
|title1=The Camera|length1=3:56|title2=I'm the Message|length2=5:01|title3=15 Minutes of Fame|note3=Compuesta por Karl Bartos y Anthony Rother|length3=4:10|title4=Reality|length4=4:40|title5=Electronic Apeman|length5=5:36|title6=Life|length6=3:30|title7=Cyberspace|length7=6:32|title8=Interview|length8=4:43|title9=Ultraviolet|length9=4:07|title10=Another Reality|length10=3:26}}

## Personal
- Karl Bartos – producción, voces e instrumentos electrónicos
- Mathias Black - mezcla y masterización

## Posición en listas
| Listas (2003)                   | Máxima Posición |
| ------------------------------- | --------------- |
| Alemania (Media Control Charts) | 85              |
| Suecia (Sverigetopplistan)      | 30              |